# Thomas Woods
Tom Woods (né Thomas E. Woods Jr. le 1er août 1972) est un écrivain, historien et économiste américain. Il écrit sur des sujets tels l'histoire américaine, la politique contemporaine et l'économie. Considéré comme libertarien, il est un adepte de l'École autrichienne d'économie.

## Biographie
Tom WWoods est diplômé de l'école secondaire en 1990 et s'inscrit en mathématique à l'Université Harvard. Il change par la suite de branche pour étudier en histoire.
En 1994, il s'inscrit à l'Université Columbia, où il obtient son Ph.D. en histoire. Il devient un membre de la faculté d'histoire du Suffolk County Community College (en) de New York jusqu'en 2006. Il est membre du comité éditorial de médias libertariens tels le Journal of Libertarian Studies et Libertarian Papers.
Présent lors de la fondation de la Ligue du Sud et a contribué à son infolettre.
Il est membre de l'Institut Ludwig von Mises.

## Publications

### Auteur
en français
- Débâcle, éd. Valor, 2010

en anglais
- The Great Façade: Vatican II and the Regime of Novelty in the Catholic Church (coécrit avec Christopher Ferrara[6]; 2002)  (ISBN 1-890740-10-1)
- The Church Confronts Modernity: Catholic Intellectuals and the Progressive Era (2004)  (ISBN 0-231-13186-0)
- The Politically Incorrect Guide to American History (2004)  (ISBN 0-89526-047-6)
- The Church and the Market: A Catholic Defense of the Free Economy (2005)  (ISBN 0-7391-1036-5)
- How the Catholic Church Built Western Civilization (2005)  (ISBN 0-89526-038-7)
- 33 Questions About American History You're Not Supposed to Ask (2007)  (ISBN 0307346684)
- Sacred Then and Sacred Now: The Return of the Old Latin Mass (2007)[7]  (ISBN 9780979354021)
- W obronie zdrowego rozsadku (2007)[8]
- Who Killed the Constitution?: The Fate of American Liberty from World War I to George W. Bush (coécrit avec Kevin Gutzman; 2008)  (ISBN 978-0307405753)
- Beyond Distributism (2008) [9]
- Meltdown: A Free-Market Look at Why the Stock Market Collapsed, the Economy Tanked, and Government Bailouts Will Make Things Worse (February 2009)  (ISBN 1-5969-8587-9) &  (ISBN 978-1-5969-8587-2)
- Nullification: How to Resist Federal Tyranny in the 21st Century  (2010)  (ISBN 1596981490)
- Rollback: Repealing Big Government Before the Coming Fiscal Collapse (2011)  (ISBN 1596981415)

### Éditeur
- (en) Rufus Choate, The Political Writings of Rufus Choate, Washington, Gateway Editions, 2002, 432 p. (ISBN 978-0-89526-154-0, lire en ligne)
- (en) Orestes Brownson, The American Republic : Its Constitution, Tendencies, And Destiny, Nashville, Gateway Editions, 2003, reprint of 1875 edition, 220 p. (ISBN 978-0-89526-072-7, lire en ligne)
- (en) Murray Rothbard, The Betrayal of the American Right, Auburn, Ludwig von Mises Institute, 2007 (ISBN 978-1-933550-13-8)
- (en) We Who Dared to Say No to War : American Antiwar Writing from 1812 to Now, New York, Basic Books, 2007, 352 p., poche (ISBN 978-1-56858-385-3) (coédité avec Murray Polner.)
- (en) Back on the Road to Serfdom : The Resurgence of Statism, Wilmington, ISI, 2010, 234 p., poche (ISBN 978-1-935191-90-2)